# 21932 Rios
21932 Rios (1999 VP65) là một tiểu hành tinh vành đai chính được phát hiện ngày 4 tháng 11 năm 1999 bởi Nhóm nghiên cứu tiểu hành tinh gần Trái Đất phòng thí nghiệm Lincoln ở Socorro.